# Evilio
Az Evilio egy spanyol rövidfilm 1992-ből, amely Santiago Segura első saját rendezésű rövidfilmje. 1994-ben El Purificador (Evilio vuelve) néven egy 2. epizód is készült a filmhez.

## A cselekmény
|  | Alább a cselekmény részletei következnek! |

A pszichopata Evilio (Santiago Segura) elrabol 3 csinos diáklányt, akik iskola helyett a parkban sétáltak. Szabadulásukat attól teszi függővé, hogy szüleik tudnak-e arról, hogy a lányok nem az iskolában vannak. Két lány (Isabel és Beatriz) szüleit felhívja telefonon, s miután ők elmondják, hogy lányaik iskolában vannak, Evilio késével brutális módon lekaszabolja őket. Carmen szülei nem veszik fel a telefont. Evilio megkérdezi Carmentől, hogy a szabadulásáért adna-e neki egy csókot, amire a lány igennel felel. Erre Evilio őt is megöli, mert szerinte ez azt bizonyítja, hogy a lány egy ribanc. Mikor Evilio távozik a házból, többen rátámadnak, összerugdossák, majd egy autó csomagtartójába teszik, és az autót felgyújtják.
|  | Itt a vége a cselekmény részletezésének! |

## Szereplők
| Szereplő  | Színész            |
| --------- | ------------------ |
| Evilio    | Santiago Segura    |
| Isabelita | Isabel Guasp       |
| Carmen    | Carmen Arbex       |
| Beatriz   | Bea Revilla        |
| huligán   | José Antonio Calvo |
| huligán   | Graciano Fernández |
| huligán   | Jorge Sanz         |
| huligán   | David Trueba       |
| huligán   | Enrique Vela       |

## Külső hivatkozások
- Teljes film a YouTube-on
- IMDb adatlap